# Hadiya Khalaf Abbas
Hadiya Khalaf Abbas (àrab: هدیة خلف عباس)  (Dayr al-Zor, 1958 - Dayr al-Zor, 13 de novembre de 2021) (en àrab, هدیة خلف عباس) va ser una política siriana que va exercir com a presidenta del Consell del Poble de Síria des del juny del 2016 fins al juliol del 2017. És l'única dona que ha ocupat aquest càrrec fins ara.

## Joventut i estudis
Abbas va néixer a la governació de Deir ez-Zor el 1958, i es va doctorar en enginyeria agrícola per la Universitat d'Alep. També va ser professora a la Universitat Al-Furat.

## Carrera professional
Després de les eleccions parlamentàries sirianes de 2016, Abbas va ser escollida presidenta del Consell del Poble de Síria en la primera sessió de la cambra el 6 de juny de 2016, convertint-se en la primera dona a assolir aquest càrrec. Va guanyar indiscutiblement.
El 20 de juliol de 2017, el Parlament de Síria va emetre una resolució que destituïa Abbas del seu càrrec de presidenta, amb la majoria de vots dels membres. Abbas va ser acusada per alguns parlamentaris «d'impedir que alguns membres presentessin la seva interposició i fer els ulls grossos davant la seva voluntat de discutir una sèrie d'articles d'acord amb les normes constitucionals», un comportament que altres parlamentaris van qualificar «d'irresponsable i il·legal». El vicepresident va ser nomenat president interí fins que la votació de Hammouda Sabbagh com a successor d'Abbas va tenir lloc el 28 de setembre de 2017.

## La seva mort
Abbas va morir el 13 de novembre de 2021 a l'Hospital Militar de Deir ez-Zor als 63 anys d'edat, després de patir un atac de cor.